# Гроснаундорф
Гроснаундорф (нім. Großnaundorf) — громада в Німеччині, розташована в землі Саксонія. Входить до складу району Бауцен. Складова частина об'єднання громад Пульсніц.
Площа — 14,98 км2. Населення становить 965 ос. (станом на 31 грудня 2020).